# Jamie Foxx
Eric Marlon Bishop (13. prosinca 1967.), poznatiji pod pseudonimom Jamie Foxx je američki glumac, stand-up komičar i pjevač.
Rođen je u Terrellu, Teksas. Majka mu je bila kućanica, a otac burzovni mešetar, koji je kasnije prešao na islam.
Roditelji su ga napustili kad mu je bilo samo sedam mjeseci. Odgojili su ga baka i djed s majčine strane. Primio je strogi baptistički odgoj.
Od pete godine učio je svirati glasovir, a kasnije je pjevao i vodio crkveni zbor u lokalnoj baptističkoj crkvi. Tijekom srednje škole igrao je košarku i američki nogomet, želeći igrati profesionalno za Dallas Cowboyse. Na fakultetu je studirao glazbu. 

## Glumačka karijera
Karijeru je započeo 1985., a do sada je snimio dvadesetak ostvarenja. Prvo je pričao viceve na malim večerima stand-up komedije, a kasnije prelazi na televiziju. "Show In Living Color" braće Wayans bio je njegov proboj. Imao je i svoj vlastiti show, koji je trajao čak 5 godina. Debitirao je filmom "Poziv na seks". Kasnije mu je film "Samo igra" redatelja Olivera Stonea donijela popularnost.
Snimio je Collateral i dobio nominaciju za Oscara u kategoriji najboljeg sporednog glumca. Kasnije je snimio film Ray (film o Rayu Charlesu) i osvojio Oscara. Jedini je glumac uz Al Pacina, i prvi crnac koji je imao dvije nominacije za dva filma u istoj godini.

## Glazbena karijera
Imao je i uspjeha u glazbenoj karijeri. Snimio je niz pjesama s umjetnicima kao što su Kanye West, Lil Wayne, Mary J. Blige i The Game. Prvi mu je album bio dosta uspješan, a drugi je donio niz hitova, i prodao se u 598 000 samo u prvom tjednu, a u 1 980 000 tijekom cijele kampanje. Foxx, koji je prezime uzeo od komičara Redda Foxxa, jedan je od samo četvero umjetnika kojima je pošlo za rukom osvojiti Oscara i imati album na broju jedan. (Ostalo troje su Frank Sinatra, Bing Crosby i Barbra Streisand).
Ima kćeri Corinne (rođ. 1994. god.) i Annalise (rođ. 2009. god.).